# Монарх-голоок квінслендський
Монарх-голоок квінслендський (Arses kaupi) — вид горобцеподібних птахів родини монархових (Monarchidae). Ендемік Австралії.

## Опис

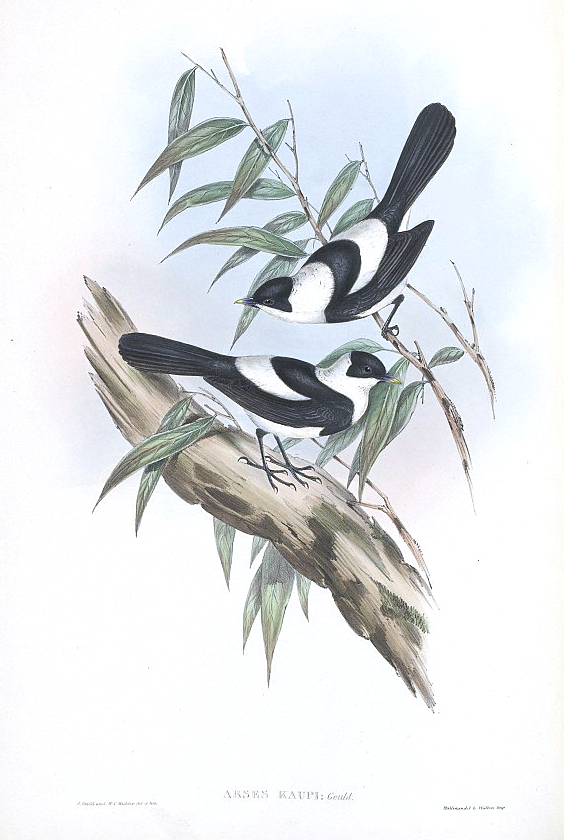
Квінслендські монархи-голооки

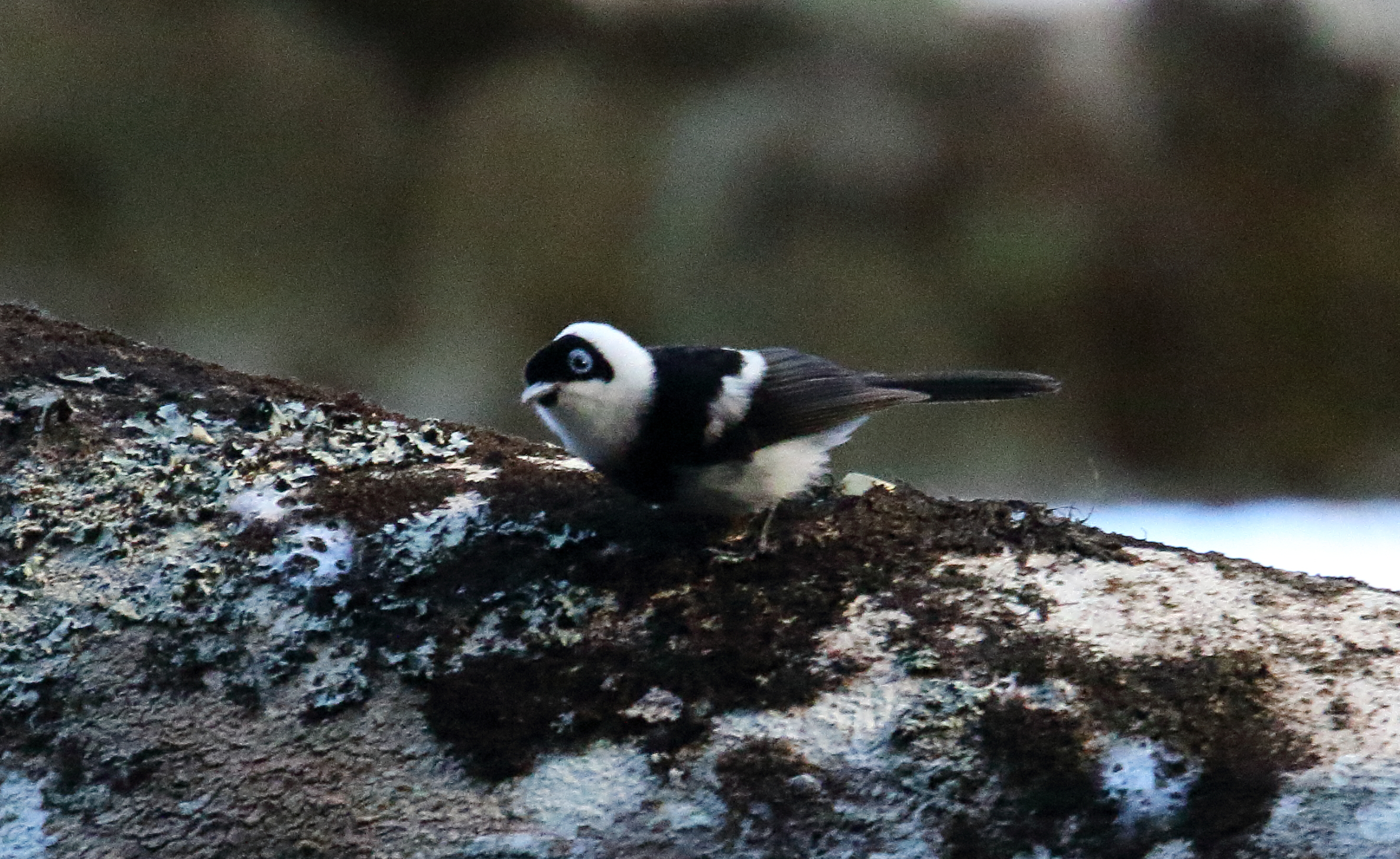
Квінслендський монарх-голоок

Довжина птаха становить 15-16 см, вага 12,5-15 г. У самців голова і верхня частина тіла чорні, крила коричнювато-чорні, на плечах білі плями. На потилиці, шиї і горлі є білий комір, який птах маже розпушувати. На грудях чорна пляма, решта нижньої частини тіла біла. У самиць біла пляма на горлі менш виражена, "комір" незамкнений. Очі чорні, навколо очей плями голої синьої шкіри, у самиць вони менш виражені. Дзьоб сизий, лапи чорні. Забарвлення молодих птахів подібне до забарвлення самиць, однак менш яскраве, плями навколо очей у них відсутні, дзьоб роговий. Як і у інших представників роду, у квінслендських монархів-довгохвостів задні пальці на лапах і пазурі на них довгі, загалом розмір і форма лап є подібною до лап королазів.

## Підвиди
Виділяють два підвиди:
- A. k. terraereginae Campbell, AJ, 1895 — схід півострова Кейп-Йорк (від річки Аннан[en] до річки Моссман[en]);
- A. k. kaupi Gould, 1851 — південний схід півострова Кейп-Йорк (від річки Моссман до гір Сівью[en]).

## Поширення і екологія
Квінслендські монархи-голооки мешкають на сході і південному сході півострова Кейп-Йорк в штаті Квінсленд. Вони живуть на узліссях вологих рівнинних тропічних лісів і в галерейних лісах. Зустрічаються поодинці, парами або невеликими зграйками до 5 птахів, на висоті до 900 м над рівнем моря. Іноді приєднуються до змішаних зграй птахів разом з монархами, віялохвістками і свистунами. Частина популяції взимку мігрує в евкаліптові ліси на плато Атертон.

## Поведінка
Квінслендські монархи-голооки живляються жуками, метеликами та іншими комахами, яких шукають в середньому ярусі лісу. Вони лазають по стовбурах дерев, шукаючи здобич серед кори і лишайників, як це роблять королази, або ловлять комах в польоті. Сезон розмноження триває з жовтня по січень. Гніздо неглибоке, чашоподібне, робиться з гілочок і лози, скріплюється павутинням, підвішується до ліани подалі віл стовбура або крони дерева, на висоті від 2 до 10 м над землею. В кладці 2 білих з рожевуватим відтінком яйця, поцяткованих пурпуровими або червонувато-коричневими плямками, розміром 19×14 мм.